# بيت علي زايد (بني العوام)

تعديل مصدري - تعديل

بيت علي زايد هي إحدى قرى عزلة بني الذواد بمديرية بني العوام التابعة لمحافظة حجة، بلغ تعداد سكانها 203 نسمة حسب تعداد اليمن لعام 2004.